# فاننغ سبرنغز
فاننغ سبرنغز (بالإنجليزية: Fanning Springs)‏ هي مدينة أمريكية تقع في ولاية فلوريدا. تبلغ مساحة هذه المدينة 9.6 (كم²)،ويبلغ عدد سكانها 737 نسمة حسب إحصاء سنة 2010 م 737.تشير إحصاءات سنة 2000م بأن الكثافة السكانية في هذه المدينة تقدر بـ(76.8) نسمة/كم2 